# Zvonimir Brkan
Zvonimir Brkan (Tinj, 28. svibnja 1920. – Zadar, 9. prosinca 1979.) jedan je od najvažnijih hrvatskih fotografa i jedan od središnjih predstavnika „zadarske škole fotografije“.

## Životopis
Umjetničkom fotografijom počinje se baviti 1948. godine. Svoja djela izložio je prvi put 1953. godine na jubilarnoj međunarodnoj izložbi umjetničke fotografije u Zagrebu. 
Već 1954. Zvonimir Brkan snimio je glasovitu fotografiju "Iz Lilliputa" za koju je dobio mnoga značajna međunarodna priznanja. Na hrvatskoj fotografskoj sceni u to vrijeme dominira društveno angažirana fotografija i socrealistički patetični "humanizam" te njegova djela isprva uopće nisu bila prepoznata. 
Iste godine s bratom Antom Brkanom upriličio je prvu zajedničku izložbu u Zadru, a iduće godine izdaju zajedničku knjigu fotografija kao „Braća Brkan“ te upravo pod ovim nazivom postaju poznati tandem vrhunskih majstora fotografije . 

1955. snimio je slavnu fotografiju - "Izvan sebe", izvanredan primjer kako jednostavan motiv može, zahvaljujući fotografskoj imaginaciji, poprimiti vrlo slojevit kontekst. Ovaj vrstan primjer magičnog realizma uvršten je u antologije suvremene europske fotografije. 
1979. braća priređuju veliku retrospektivnu izložbu i izdaju knjigu fotografija koje Jure Kaštelan u uvodu monografije naziva „slike sna i svjetlosti“.

Zvonimir Brkan jedan je od osnivača, organizatora i članova selekcije fotografskog triennala „Čovjek i more“ u Zadru koje promovira suvremenu fotografiju. Također je jedan od osnivača Hrvatskog društva likovnih umjetnika u Zadru, član Fotokluba „Zagreb“ te počasni član Fotokluba Split. O životu i umjetničkom radu Ante i Zvonimira Brkana godine 1996. Vlado Zrnić snimio je film pod naslovom "Ulični događaj braće Brkan". Film je snimljen u koprodukciji Hrvatske televizije i zadarskog Narodnog muzeja.

Umro je 1979. godine u Zadru ostavivši neizbrisiv trag u kulturnoj i umjetničkoj povijesti grada.

## Teme i motivi
Djela Zvonimira Brkana karakterizira posebna jednostavnost, jedinstvo i čistoća oblika, kompozicije i ideje. Svojom umjetničkom imaginacijom prepoznaje skrivenu prirodu predmeta kojeg snima i time ga prenosi u novu i višeznačnu stvarnost. 

Djelovanje je započeo u duhu fotografskog neorealizma koji je u njegovim djelima poput "Sama sa svojim brigama", "Posljednje vijesti" i "Po kiši" dosegnuo neke od vrhunaca tog fotografskog izraza u hrvatskoj fotografiji. 

Iz njegovog stvaralaštva izbija snažno nadrealističko ozračje ( „Bijeli oblak“, „Majka zemlja“, " U mrčavi", "Div u Veneciji", „Prisutnost“) koje je prepoznato kao magični realizam. Djelo mu je umjetnički srodno s talijanskim metafizičkim slikarstvom i Magritteovskom transformacijom predmeta. 

Svoje motive nije tražio u dalekim i egzotičnim krajolicima, naprotiv, pronalazio ih je na pragu rodne kuće u zadarskoj Varoši. Detalje grada i teške poslijeratne svakodnevice pretvara u simbole emotivnih stanja i neprolaznih životnih tema.

## Nagrade
Izlagao je na oko 230 izložbi diljem svijeta te na oko 60 izložbi u zemlji i regiji, pri čemu je osvojio četrdesetak različitih nagrada i priznanja. 

Fotosavez Jugoslavije mu je 1961. godine dodijelio počasno zvanje majstora fotografije. Iste godine dobiva i počasno zvanje Artist FIAP svjetske organizacije fotografske umjetnosti. Šest godina kasnije, 1967. godine, dostigao je i najviše svjetsko fotografsko priznanje počasno zvanje Excellence FIAP. 

1979. godine dodijeljeno mu je najviše hrvatsko priznanje u području fotografije- nagrada Toše Dabca.

## Vanjske poveznice
Katalog izložbe u Centru za fotografiju, film i tv (cfft) u Zagrebu, 1980. godine

Zadaretro: Zapis Abdulaha Seferovića o braći Brkan  Arhivirana inačica izvorne stranice od 10. kolovoza 2016. (Wayback Machine)

Zadarski list: Članak o otvorenju izložbe povodom tridesete godišnjice smrti Zvonimira Brkana